# Matúš Turňa
Matúš Turňa (sinh 11 tháng 5 năm 1986) là một hậu vệ bóng đá Slovakia hiện tại thi đấu cho FO ŽP Šport Podbrezová.